# Beenderlijm

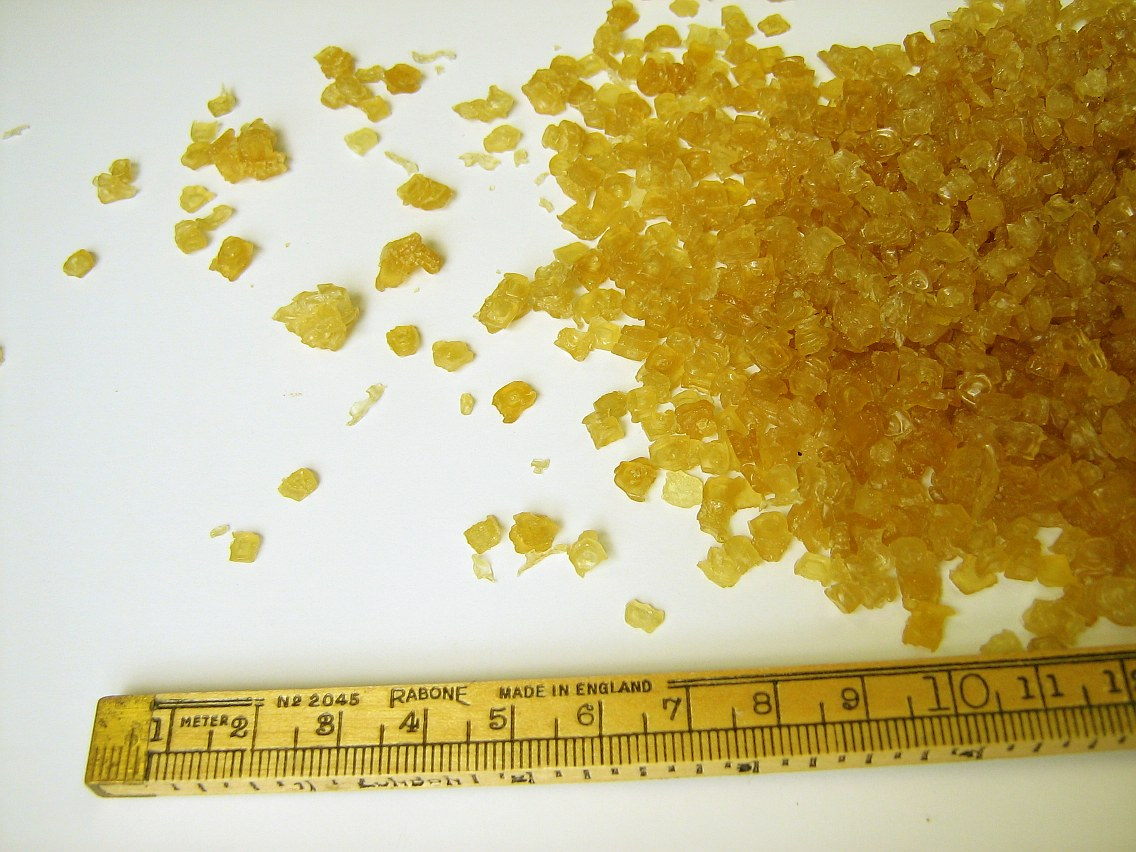
Beenderlijmkorrels

Beenderlijm (ook warme lijm of kooklijm genoemd) is een lijm die gemaakt wordt van beenderen.
Al in de oudheid was beenderlijm bekend. 'Moderne' beenderlijm wordt verhandeld in korrels die in warm water opgelost worden. Rond de 45 graden Celsius is de - na oplossen beperkt houdbare - lijm dun vloeibaar en te verwerken. De lijm hardt snel uit bij afkoeling. Een groot voordeel van beenderlijm is de omkeerbaarheid van de verlijming. Deze omkeerbaarheid kan in andere omstandigheden evenwel een nadeel zijn, alsook de gevoeligheid voor vocht.
Soms wordt de beenderlijm onverdund au bain-marie verwarmd. Bij 100 graden is de beenderlijm dun en goed verwerkbaar en de au bain-marie-verwarming voorkomt een hogere temperatuur waarbij de lijm gaat verbranden.
Beenderlijm wordt onder andere gebruikt bij de bouw en reparatie van muziekinstrumenten als viool, piano en kerkorgel en bij restauratie van antieke meubels. Daarnaast werd het gebruikt als inferieure gom bij postzegels, zoals het Ostropa-blok. Het papier ging snel verkleuren door de zwavel in de lijm.